# 佐竹義拠
佐竹 義拠（さたけ よしより）は、佐竹氏一門の佐竹北家第11代当主。佐竹北家角館第4代所預。

## 生涯
元禄16年（1703年）、佐竹義命の子として生まれる。正徳4年（1714年）に初出仕し、名を義拠と改める。享保11年（1726年）、父の死去により家督を相続し、久保田藩角館城代となる。寛延3年（1750年）に隠居して、家督を養子の義邦に譲った。宝暦6年（1756年）死去、享年54。